# Ruda (Brád város)

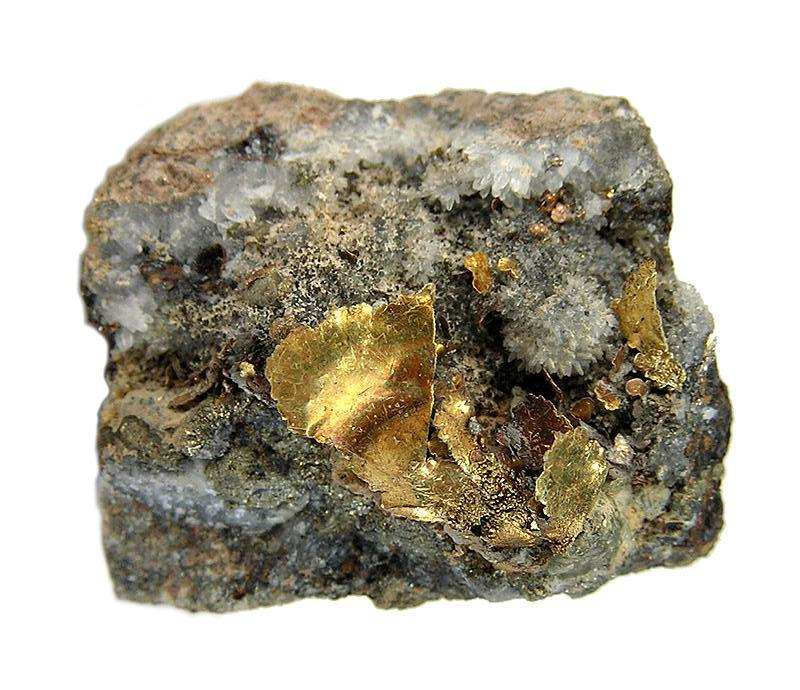
A 19. században talált termésarany a muszári bányából

Ruda (Rudabárza, románul: Ruda-Brad) falu Romániában, Erdélyben, Hunyad megyében.

## Nevének eredete
Neve az 'érc' jelentésű szláv ruda szóból való. Először 1439-ben Rudafalwa, majd 1525-ben Ruda alakban említették.

## Fekvése
Az Erdélyi-érchegységben, Brádtól hat kilométerre délkeletre fekszik.

## Lakossága
- 1785-ben 184-en lakták, valószínűleg mindannyian ortodox vallásúak.[1]
- 1900-ban 1001 lakosa volt, közülük 605 román, 263 magyar, 84 német, 43 főként olasz és szlovén és négy szlovák anyanyelvű; 486 ortodox, 322 római katolikus, 121 görögkatolikus, 38 református, 16 evangélikus, 15 unitárius és három zsidó vallású.
- 2002-ben 198 lakosából 196 volt román, egy magyar és egy cigány nemzetiségű; valamennyien ortodox vallásúak.

## Története
A rómaiak is bányásztak aranyat hegyeiben. A középkor végén és az újkorban Zaránd vármegyei román falu volt. 1742-ben, amikor Csiszár Miklós aranybeváltó-helyettes birtokolta, lakói aranybányászattal foglalkoztak, és nem is volt művelésre alkalmas földjük. 1760-ban bányáit – a keletre fekvő Valea Arsului kivételével, amely paraszti művelésben maradt – Ribiczey Ádám szerezte meg. A parasztok 1784-ben feldúlták a Ribiczey család bányáit. Ezek 1791-ben a Toldalagi és a Zeyk család birtokába kerültek, akik közösen megalapították a 12 Apostol Bányatársulatot. 1840-ben kezdték fejteni a később központi jelentőségű bárza-völgyi Victor és az ettől keletre fekvő, Valea Morii-i Ferdinand bányát. 1848-ban a felkelők összezúzták a bányák létesítményeit. A Toldalagi család 1858-tól a Teleki és a Brukenthal család tagjainak bevonásával kezdett a bányászat fejlesztésébe, elsősorban a Smereciu-hegy környékén. A 12 Apostol bányán kívül Anna-tárna néven újranyitottak egy római fejtést és elkezdték a Michaeli és a Háromkirályok tárna feltárását. Míg 1858-ban még 105, 1867-ben már 440 fő, 1879-ben pedig 353 férfi, 36 nő és 112 gyermek állt a vállalat alkalmazásában. A megszüntetett Zaránd vármegyétől 1876-ban Hunyad vármegyéhez csatolták.
1884-ben hatszázezer forintért a gothai Harkort cég vásárolta meg a 12 Apostol vállalat ruda- és bárza-völgyi bányáit, majd 1889-ben a Valea Morii-i Ferdinand- és Valea Arsului-i Franciska-bányát. Az éves kitermelést 1891-re 751 kilogrammra növelték. A württembergi Geislingen vállalat 1889-ben koncessziót szerzett a Muszár/Musariu (a Ruda-patak bal oldali mellékpataka) völgyére és a Dealul Fetii-re, a Ludwig- és Maria-tárnákkal, és megalapította a Muszári Aranybánya-társulatot. Racován ércelőkészítőt építettek. A Muszár-völgyben 1891-ben 56 kilogrammos termésarany tömböt fedeztek fel. A vállalatot 1898–99-ben a Harkort vásárolta meg és beolvasztotta a 12 Apostolba. Ezzel nemcsak az Osztrák–Magyar Monarchia, de a szélesebb kelet-európai térség legnagyobb nemesfémbányászati vállalatát hozták létre. Az első világháborúig 254 koncessziót vásároltak fel Ruda, Brád, Kristyor, Cerecel, Alsólunkoj és Ormingya határában. 1898-ban megkezdték a gurabárzai ércelőkészítő építését. A környékről származó munkások mellé, akik leginkább a téli hónapokban dolgoztak szívesen bányászként, magyar, német, olasz és más nemzetiségű munkásokat telepítettek be. A Muszár-völgyben munkáslakásokat építettek és iskolát alapítottak, a Victor-bányában villanymozdonyokat állítottak üzembe. A munkanap egy tízórás nappali műszakból állt. Az 1906-ban a cégnél kitört bányászsztrájkban már 2500 ember sztrájkolt. 1913-ban bányái 1876 kg-os termésével a Rudai 12 Apostol volt a legnagyobb aranybányavállalat Európában. (A csúcsév az 1912-es volt, kétezer kilogrammnyi arannyal.)
A Harkort cég 1919-ben eladási opciót adott az angol Hollowaynek, aki 1920-ban negyven millió márkás eladási szerződést kötött a román Mica társulattal. Az első világháború éveiben lecsökkent termelés csak 1927-ben kezdett ismét növekedni és 1930-ra érte el az 1914-es szintet, sőt 1931-re meghaladta a kétezer kg színaranyat. A 12 Apostol mint a Mica cég vállalata az 1920-as években 1700–2500 főt foglalkoztatott. A bárza-völgyi és a Valea Morii északi részén lévő bányákat felhagyták, új bányákat nyitottak viszont Brădișorban és a Muszár-völgyben. A szocializmus idején a Ruda határában fekvő bányák adták a Brád környéki aranytermelés zömét. A bányákat az 1990-es években fokozatosan bezárták.

## Híres emberek
- Itt született 1920-ban Ráczné Zeitler Anna germanista.
- A 12 Apostol kiterjedt aranycsempészési ügyének nyomozásába őrült bele nem sokkal fia születése után Szentimrei Jenő apja, aradi csendőrkapitány.[7]

## Érdekességek
- A Bárza-patak fejénél, 426 méteres magasságan nyílik az elhagyott volt Anna-bánya, amelynek 180 méteres, enyhén lejtő főjáratát a rómaiak fúrták a sziklába és a végén egy lépcső található.[8]